# Ягня (фільм, 1915)
Ягня (англ. The Lamb) — американський пригодницький комедійний вестерн Крісті Кебенна 1915 року.

## Сюжет
Джеральд, боязка і розпещена батьками молода людина, свариться зі своєю нареченою через те, що у нього не знайшлося сміливості врятувати якусь дівчину, яка удала, ніби тоне, щоб потрапити в його обійми. Боязкий юнак слідує за нареченою до Аризони, навчившись боксу і ставши справжнім атлетом. Він виходить з потягу на маленькому пустельному полустанку, відстає від нього і намагається наздогнати на автомобілі. Але на нього нападають бандити. Він бере участь в мексиканській революції. Його наречену беруть в полон повстанці. Він же завдяки своїй спортивній спритності рятує її.

## У ролях
- Дуглас Фербенкс — Джеральд
- Сіна Оуен — Мері
- Лілліен Ленгдон — мати Мері
- Монро Салісбері — кузина Мері
- Кейт Тонкрей — мати Джеральда
- Альфред Пегіт — Білл Кактус
- Едвард Воррен — камердинер Джеральда
- Вільям Лоурі